# کواسین
کواسین (به انگلیسی: Quassin) یک ترکیب شیمیایی با شناسه پاب‌کم ۶۵۵۷۱ است. شکل ظاهری این ترکیب، مادهٔ بلوری سفید رنگ است.